# Al-Najrizi
Abu’l-‘Abbas al-Faḍl ibn Hatim al-Nairizi (perz. ابوالعباس فضل بن حاتم نیریزی, latinski: Anaritius, Nazirius, 865–922) bio je persijski matematičar i astronom rodom iz Najriza, grad u iranskoj pokrajini Fars (po kome je dobio nadimak). Delovao je za vreme abasidskog kalifa al-Mu'tadida kome je napisao knjigu o atmosferskim fenomenima, takođe je napisao komentar Ptolomeja i Euklida a njegova matematička dela mu je kasnije preveo Gerard iz Cremone.
Pri komentarisanju Euklidovih Postulata, Najrizi je ponajviše koristio njegov arapski prevod koje je napisao Hadžadž ibn Jusuf ibn Matar. Taj komentar sadrži brojne inovativne rezultate Fadlovog briljantnog truda koje će znatno uticati na celokupan proces procvata matematičkih nauka u istoriji islamske civilizacije. Upravo je to razlog što je njegov komentar kasnije preveden i na latinski jezik kako bi ga lakše koristili i evropski naučnici i istraživači istorije matematike. Naučno i istorijsko bogatstvo ovog grandioznog dela znatno je zapaženije zbog toga što Fadl u njemu prenosi neke drevne spise Herona Aleksandrijskog i Antemija iz Trala. Ovaj komentar nije jedino Fadlovo delo. Između ostalih spisa, ovde treba spomenuti njegove beleške o Euklidovim inovacijama u geometriji. Najrizi je o njima pisao u traktatu koji je nazvao Risalatun fi bajan al-musadira al-mašhura li Uklidus [Poslanica u kojoj se obrazlažu čuveni Euklidovi izvori].

## Literatura
- The (fragmentary) text of Nairizi's commentary on Euclid I. PDF scans from the edition of Codex Leidensis 399 (klasični arapski)